# Симин Данешвар
Симин Данешвар (перс. سیمین دانشور(28 ) апреля 1921, Шираз — 8 марта 2012, Тегеран) — иранская писательница и переводчик. Она была женой Джалала Але-Ахмада и принимала активное участие в общественной и культурной деятельности своего супруга. Она была первой иранкой, которая профессионально написала роман на персидском языке.
Её главным романом считается «Плач по Сиявушу» с простой прозой. Роман был переведен на 17 языков и считается одним из бестселлеров литературных произведений Ирана. Данешвар также была членом и первой главой Общества писателей Ирана.

## Биография
Родилась в 1921 году в Ширазе. Ее отец Мохаммад Али Данешвар был врачом, а мама была директором школы искусств для девочек.
Начальное и среднее образование Симин получила в английской школе «Мехраин» и по результатам выпускных экзаменов ей вручили диплом и признали лучшей ученицей страны.
Затем Симин поступила в Тегеранский университет на кафедру литературы для изучения персидской литературы.
В 1942 году после смерти отца Симин начинает писать статьи для радио Тегерана и газеты «Иран» под псевдонимом «Аноним из Шираза».
В 1949 года был напечатан её сборник коротких рассказов «Потухший огонь». Это был первый изданный сборник рассказов, написанный иранкой. С этого момента она начинает писать рассказы. В то время было не принято женщине быть писательницей. Симин описала занятие, которым занималась Форуг Фаррохзад в своем стихотворении. Свой первый сборник рассказов «Потухший огонь» она написала в 22 года, а в 27 лет он был опубликован. Конечно, этот сборник был лишь её первым опытом. Когда она хотела показать его Садеку Хедаяту и узнать, что он думает по этому поводу, он ей сказал следующее: «Если я тебе скажу, как и что ты должна писать, то это уже будешь не ты, поэтому тебе необходимо через многое пройти, чтобы найти свой путь». А Данешвар продолжила: «Я уже проделала эту работу». Садек Хедаят и Фатима Саях всегда вдохновляли Симин на написание рассказов. В этом же году по дороге из Тегерана в Шираз она познакомилась с иранским писателем и мыслителем Джалалем аль-Ахмадом. Через два года они поженились.
В 1953 году Данешвар получила стипендию Фулбрайта и уехала в Америку в Стэнфордский университет, где провела год, изучая эстетику. В университете она училась у известных американских преподавателей. В это же время она пишет два коротких рассказа на английском языке, которые публикуются в США.
Вернувшись в Иран, доктор Данешвар приступает к обучению в школе искусств.
В 1960 году она стала преподавателем археологии и истории искусств в Тегеранском университете.
Позднее после смерти своего мужа она опубликовала свой роман «Плач по Сиявушу», который считается одним из бестселлеров современных литературных произведений Ирана.

## Творчество
Среди её произведений можно назвать следующие: «Плач по Сиявушу», «Странствующий остров, странствующий погонщик верблюдов и странствующая гора». Также она перевела большое количество произведений, например: «Шоколадный солдатик» Бернарда Шоу, «Враги» Чехова, «Вишнёвый сад» Чехова и другие. Помимо написания романов и переводов она написала огромное количество коротких рассказов. Она, несомненно, является одной из влиятельных фигур в персидской литературе. Симин Данешвар, переболев гриппом, скончалась 8 марта 2012 года в своем доме в Тегеране в возрасте 90 лет.